# الغراء (الصومعة)

تعديل مصدري - تعديل

الغراء هي إحدى قرى عزلة ال سعيد بمديرية الصومعة التابعة لمحافظة البيضاء، بلغ تعداد سكانها 472 نسمة حسب تعداد اليمن لعام 2004.